# Saquil-Ulub
Saquil-Ulub är en ort i Mexiko.   Den ligger i kommunen Chilón och delstaten Chiapas, i den sydöstra delen av landet, 800 km öster om huvudstaden Mexico City. Saquil-Ulub ligger 486 meter över havet och antalet invånare är 149.
Terrängen runt Saquil-Ulub är varierad. Runt Saquil-Ulub är det ganska tätbefolkat, med 54 invånare per kvadratkilometer. Närmaste större samhälle är Chabán, 3,7 km sydväst om Saquil-Ulub. I omgivningarna runt Saquil-Ulub växer i huvudsak städsegrön lövskog.